# Ríkisútvarpið

Logo von RÚV

Logo bis März 2011

Ríkisútvarpið (RÚV; [ˈricɪsˌu:tvar̥pɪð] „Der staatliche Rundfunk“) ist die öffentlich-rechtliche Rundfunkanstalt Islands. RÚV betreibt einen Fernseh- und zwei Hörfunksender. Er ist Mitglied in der Europäischen Rundfunkunion (EBU) und der Nordvision, einem Zusammenschluss staatlicher Rundfunkanstalten in den nordischen Ländern.

## Geschichte
1930 wurde der staatliche isländische Rundfunk Ríkisútvarpið durch ein isländisches Gesetz gegründet. Zunächst wurde ein Radioprogramm ausgestrahlt, erst 1966 startete Sjónvarpið („Das Fernsehen“), der erste und lange Zeit einzige Fernsehkanal Islands. Bis 1985 hatte  RÚV das Rundfunk-Monopol. Mit einem neuen Rundfunkgesetz wurden ab 1986 kommerzielle Anbieter zugelassen. Der bedeutendste Konkurrent ist seither der private Fernsehsender Stöð 2 („Sender 2“). Die Betreibergesellschaft von Stöð 2 bietet außerdem als Bezahlfernsehen einige Spartensender (Sport, Nachrichten, Musik) an. Daneben gibt es noch den kleineren privaten Fernsehsender Skjárinn, der der isländischen Telefongesellschaft Siminn gehört.
Mehrere private Radioprogramme nahmen ebenfalls den Betrieb auf. Im Raum Keflavík-Reykjavík wurden zeitweise Programme von AFN übertragen, die sich an das militärische Personal der dortigen US-amerikanischen Stützpunkte richteten.
Bis in die 1970er Jahre hinein wurde das Fernsehprogramm nur mittwochs und freitags ausgestrahlt. Bis 1983 wurde zusätzlich im gesamten Monat Juli das Fernsehprogramm eingestellt. Auch nach der Aufnahme der täglichen Fernsehsendungen blieb der Donnerstag bis 1986 der gewollte wöchentliche „fernsehfreie Tag“.
1999 startete RÚV ein Internetangebot, das seit 2005 erweitert und modernisiert wurde.

## Struktur und Finanzierung
Die Sender des RÚV werden als öffentlich-rechtliche Rundfunkanstalten zum großen Teil auf Gebührenbasis finanziert. Es gibt innerhalb der einzelnen Sendungen keine Werbeunterbrechungen, Werbung wird nur zwischen den Sendungen ausgestrahlt.
Inzwischen werden auch in Kooperation mit skandinavischen und deutschen Sendeanstalten (z. B. ZDF) sowie Netflix international erfolgreiche Serien wie Trapped – Gefangen in Island oder The Valhalla Murders produziert und ausgestrahlt.

## Inhalte

### Fernsehsendungen
- Fréttir, íþróttir og veður ist die 30-minütige Hauptnachrichtensendung des Isländischen Fernsehens. Sie wird täglich Abends ausgestrahlt und beginnt mit einer langen Themenauflistung (ähnlich wie in Frankreich). Dann folgen drei bis fünf Hauptberichte, welche mit einer Anmoderation eingeleitet werden. Bei jedem Bericht wird nicht nur der Name des Reporters eingeblendet, sondern auch seine E-Mail-Adresse. Der Sportteil wird von einem separaten Moderator begleitet, berichtet wird meistens über Handball,  Fußball und Wassersportarten. Die Hauptmoderation schließt die Sendung mit einem knappen Gruß an die Zuschauer und der Weitergabe zur Wettervorhersage.
- Kastljós: Die erfolgreichste Diskussionssendung im isländischen Fernsehen. Sie wird montags bis freitags nach den Nachrichten ausgestrahlt.
- Veður: Im Anschluss an die Hauptnachrichten wird die 10-minütige Wettervorhersage ausgestrahlt.
- Tíufréttir: Werktags werden um 22 Uhr Spätnachrichten ausgestrahlt. Sie dauern in der Regel nicht länger als 15 Minuten.

Spezielle Angebote für Behinderte (Untertitel bei isländischen Filmen, Gebärdensprache, Hörfilm) gibt es wenig im Unterhaltungsbereich, andererseits werden fast alle ausländischen Spielfilme mit isländischen Untertiteln gesendet. Außerdem gibt es täglich am Spätnachmittag spezielle Fernsehnachrichten für Gehörlose (Táknmálsfréttir). Der Sender plant eine verstärkte Förderung des behindertengerechten Fernsehens.
Seit 2006 wird wöchentlich eine 10-minütige Sendung für Gehörlose in Gebärdensprache ausgestrahlt. Das ist bemerkenswert, da es in Island nur ca. 250 Gehörlose gibt.
Das Fernsehprogramm führt einen Videotext. Textavarp beinhaltet Nachrichten, Sportmeldungen und die aktuelle Programmanzeige. Wettervorhersage und Programmvorschau werden nur auf wenigen Seiten behandelt.
Der Beitrag zum Eurovision Song Contest liegt in der alleinigen Verantwortung von Ríkisútvarpið. Bis jetzt hat der isländische Beitrag nie den 1. Platz belegt, sodass der Sender noch nicht an der Ausrichtung der Veranstaltung mitwirken konnte. Den erfolgreichsten Beitrag hatte bisher Yohanna, die im Jahr 2009 mit ihrem Lied Is it true? mit 218 Punkten den zweiten Platz belegte. Zehn Jahre zuvor belegte Selma den zweiten Platz mit 146 Punkten.
Der Sender stand beim Eurovision Song Contest 2006 stark in der Kritik, da er nichts gegen das Verhalten der Silvia Night unternommen habe. Diese hat andere Teilnehmer beleidigt, außerdem veränderte sie ihren Song während der Probe zum Halbfinale, was verboten ist. Ríkisútvarpið verteidigte seinen Beitrag.

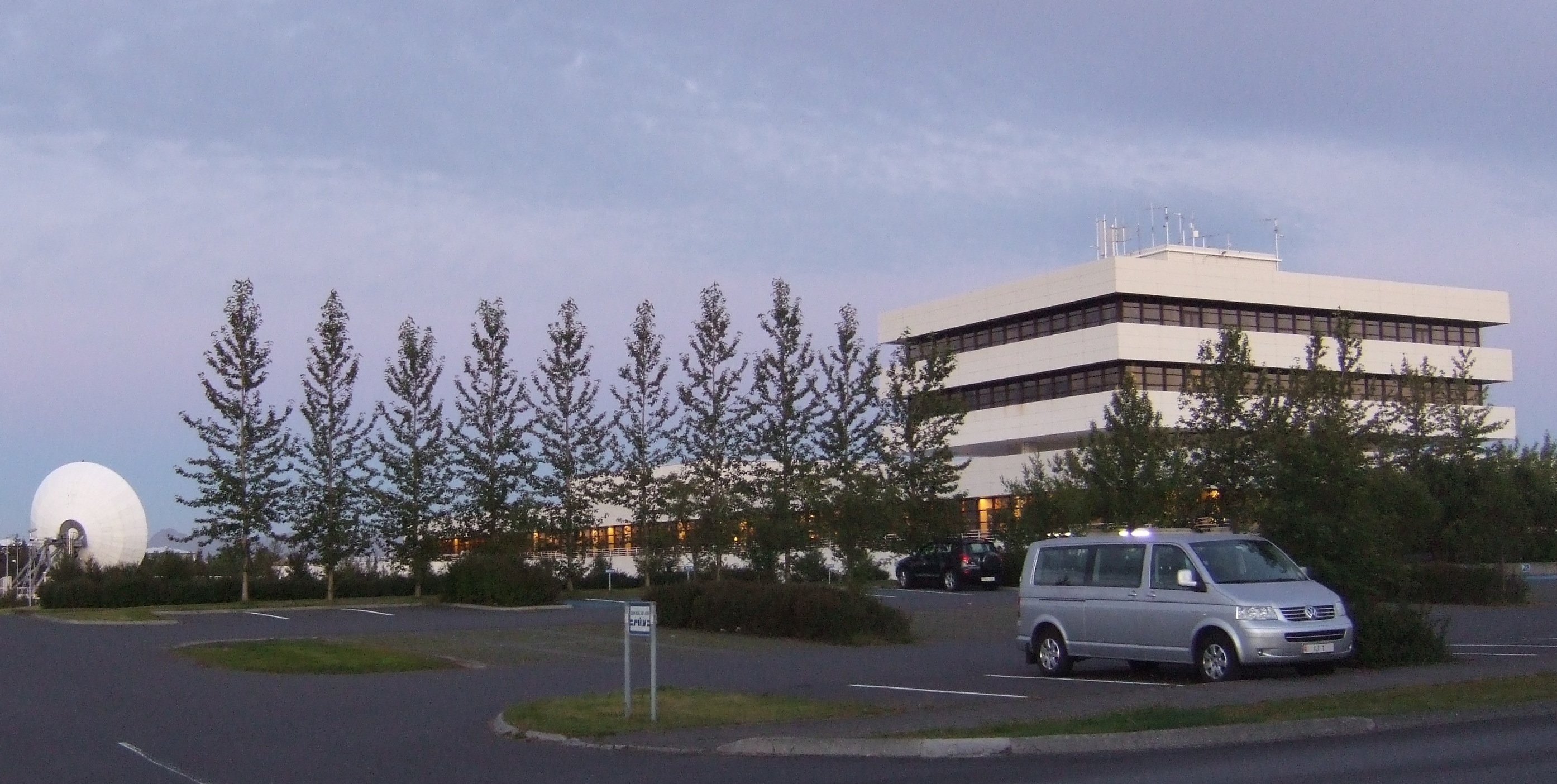
Das RÚV-Gebäude

## Rundfunkgebäude
Fast alle Sendungen werden in einem modernen Rundfunkgebäude in Reykjavík produziert. Dort hat auch die Verwaltung mit ihrer Öffentlichkeitsarbeit und der Internetredaktion ihren Sitz. Außerdem gibt es vier weitere Büros über die Insel verteilt. Bürgersprechstunden werden außerhalb des Hauptgebäudes nur nach Absprache gehalten.

## Verbreitungswege
Die beiden Radioprogramme senden täglich von 7 bis 23 Uhr. In den Nachtstunden wird ein gemeinsames Nachtprogramm gesendet. Rás 2 sendet an Werktagen kurze regionale Informationssendungen. Das erste Radioprogramm wird neben der UKW-Ausstrahlung auch über zwei Langwellensender in Hellissandur (300 kW) im Westen und Eiðar (100 kW) im Osten ausgestrahlt. Die bis Ende der 1990er betriebenen Mittelwellensender von Ríkisútvarpið wurden abgeschaltet, da die Langwellensender eine umfassende Abdeckung von Island und den umgebenden Seegebieten sicherstellen.
RÚV strahlt seine Programme auch digital über den Satelliten Intelsat 10-02 auf 1° West aus. Das Fernsehprogramm ist in BISS verschlüsselt gesendet (die beiden Radioprogramme jedoch sind frei empfangbar). Über das Internet stehen viele Fernsehsendungen sowie die beiden Radioprogramme als Livestreams sowie als on-demand abrufbare Aufzeichnungen bzw. Podcasts einzelner Sendungen weltweit frei zugänglich zur Verfügung.